# 鈴木淑恵
鈴木 淑恵（すずき よしえ、1960年〈昭和35年〉6月14日 - ）は、日本の女優、声優、ナレーター。本名・堀 美江（ほり よしえ）。旧芸名および旧姓は、鈴木 美江（読み同一）。
東京都出身。佼成学園女子高等学校卒業。大沢事務所所属。

## 来歴・人物
元々は歌手志望で中学時代に劇団いろはに入団する。1975年、NHK大河ドラマ 『元禄太平記』でデビュー。その後、NHK銀河テレビ小説『幸福の時計』や特撮テレビドラマ『円盤戦争バンキッド』『仮面ライダー（新）』にレギュラー出演するなどテレビドラマを中心に活動する。
1988年に俳優の堀広道と結婚。
特技は、日舞、水泳。

## 出演作品

### テレビドラマ
- 大河ドラマ / 元禄太平記（1975年、NHK） - くう
- 夜明けの刑事 第65話「注文はセーラー服の女子高校生だ!!」 （1976年、TBS / 大映テレビ） - 高井佳子
- アクマイザー3 第33話「なぜだ?! ザビタン釜ゆで」（1976年、NET） - チャイナ服の少女
- 太陽にほえろ! 第205話「ジョーズ探偵の悲しい事件簿」（1976年、NTV） - 内海家の孫娘
- 円盤戦争バンキッド（1976年 - 1977年、NTV） - バンキッドスワン / 白鳥ほのか*初期はスーツアクターも兼任
- 二十五年目の顔（1977年7月14日、NHK） - 品川富子
- 銭形平次 第601話「父と娘」（1977年、CX） - おみつ
- ケンちゃんシリーズ（TBS）
  - パン屋のケンちゃん 第51話「がんばれ! いとこのお兄ちゃん」（1978年） - 愛子
  - カレー屋ケンちゃん（1979年 - 1980年） - ユカコ
- 新幹線公安官 第30話「「危険な試練」（1978年、ANB） - 順子
- 銀河テレビ小説 / 幸福の時計（1978年、NHK）
- 西遊記II 第6話「オカルト! 悪霊の棲む館」（1979年、NTV）- 香蘭
- たとえば、愛 第13回（1979年、TBS） - 森村登生子
- 仮面ライダー（新） 第18話「魔神提督の電気ジゴク作戦」 - 第54話「さらば筑波洋! 8人の勇士よ永遠に…」（1980年、MBS = TBS） - 伊東ナオコ
- ただいま放課後 第3シリーズ（1981年、CX）
- ポーラテレビ小説 / 発車オーライ（1981年、TBS） - 沢田光子
- 連続テレビ小説 （NHK）
  - 本日も晴天なり（1982年） - 筧圭子 役
  - ハイカラさん（1982年）
  - おしん（1983年 - 1984年）
- 特命刑事ザ・コップ 第10話「死色い粉を押えろ!」（1985年、ABC = ANB）
- 炎の消防隊（1996年、ANB）
- ウルトラQ dark fantasy 第14話「李里依とリリー」（2004年、TX） - 中年婦人
- 水曜プレミア 「がんばらないII この病院で死にたい…」（2004年、TBS）

### 映画
- タンポポ（1985年、東宝）
- マルサの女（1987年、東宝）

## ディスコグラフィ

### シングル
- 全て鈴木美江名義でミノルフォンからリリース。

| # | 発売日          | A/B面 | タイトル           | 作詞       | 作曲       | 編曲       | 規格品番 |
| - | --------------- | ----- | ------------------ | ---------- | ---------- | ---------- | -------- |
| 1 | 1982年 4月25日  | A面   | 気まぐれONE NIGHT  | 伊藤アキラ | 鈴木淳     | 杉村俊博   | KA-2057  |
| 1 | 1982年 4月25日  | B面   | 久しぶりシーサイド | 伊藤アキラ | 鈴木淳     | 杉村俊博   | KA-2057  |
| 2 | 1982年 11月25日 | A面   | ハロー・マイ・ラブ | 竜真知子   | 馬飼野康二 | 馬飼野俊一 | KA-2071  |
| 2 | 1982年 11月25日 | B面   | 今は泣かない       | 竜真知子   | 馬飼野康二 | 馬飼野俊一 | KA-2071  |

### タイアップ曲
| 年     | 楽曲               | タイアップ                                       |
| ------ | ------------------ | ------------------------------------------------ |
| 1982年 | ハロー・マイ・ラブ | フジテレビ系テレビドラマ「ママは新入社員」主題歌 |